# 26 de l'Àguila
26 de l'Àguila (26 Aquilae, 26 Aql) és una estrella binària de la constel·lació de l'Àguila. Té una magnitud aparent de +4,98.